# Лонське поле
45°25′ пн. ш. 16°38′ сх. д. / 45.42° пн. ш. 16.64° сх. д.

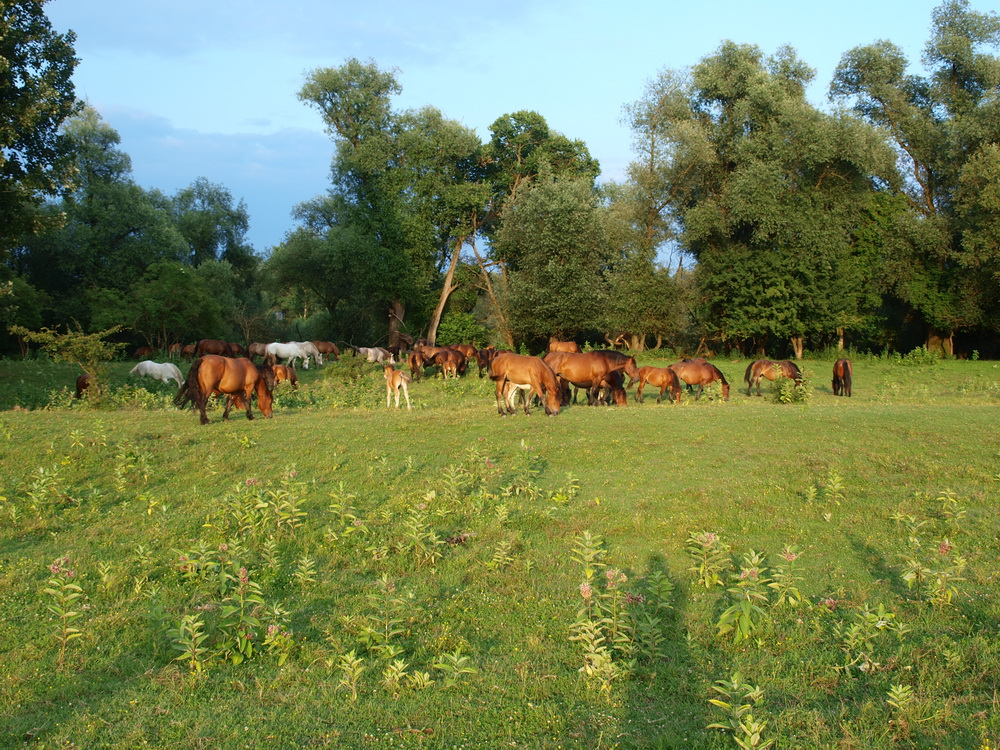
У парку

Лонське поле (хорв. Lonjsko polje Лоньско поле) — природний парк у Хорватії, розташований на лівому березі річки Сави нижче міста Сисак, у місці, де в Саву впадають декілька рукавів річки Лонья. Утворений у 1998 році, має площу 50 600 гектарів.
Дирекція природного парку розташована в місті Ясеноваць, інформаційний центр — у селі Чигоч (Čigoć). По території парку організовуються екскурсійні відвідання для любителів живої природи.
Територія парку «Лонське поле» видовжена смугою вздовж Сави.
Парк включає в себе велику кількість заболочених ділянок і невеликих озер, а також дубових гаїв і заплавних лук. Лонське поле є найбільшою природоохоронною територією з водно-болотяними угіддями в басейні Дунаю.
У парку мешкають 239 видів птахів, зокрема, велика популяція лелек.
Під час весняного розливу Сави, що триває упродовж від 30 до 100 днів, значна частина території природного парку опиняється під водою.